# 72037 Кастельдафелс
72037 Кастельдафелс (72037 Castelldefels) — астероїд головного поясу, відкритий 10 грудня 2000 року.
Тіссеранів параметр щодо Юпітера — 3,636.